# Општина Дабулени (Долж)
Дабулени (рум. Dãbuleni) општина је у Румунији у округу Долж.
Oпштина се налази на надморској висини од 29 m.